# エティノサ・オリハ
エティノサ・ゴッドウィン・オリハ（Etinosa Godwin Oliha、1998年6月13日 - ）は、イタリアのプロボクサー。トリノ出身。元IBO世界ミドル級王者。

## 来歴
2023年1月6日、デビューから所属していたイタリアのマリオ・ロメリから離脱、ドイツの新興プロモーションであるアルゴ・スポーツとドイツ人ファイター以外で初めて契約した。
2023年2月24日、ベルリンのアルゴ・スポーツ・アリーナでラファエル・アマリアス・オルティスとWBOインターコンチネンタルミドル級王座決定戦を行い、6回1分22秒TKO勝ちを収め王座を獲得した。
2023年7月1日、ヴッパータールのウニハーレ・ヴッパータールでフリオ・アラモスと2期合わせて19度防衛していたゲンナジー・ゴロフキンが返上に伴うIBO世界ミドル級王座決定戦を行い、12回3-0（115-113×2、116-112）の判定勝ちを収め王座を獲得、アルゴ・スポーツを設立して5年で初めて世界王者を獲得となった。
2023年11月25日、リートベルクのカルトラでファトン・ヴァクシナジと対戦し、12回3-0（118-110、117-111×2）の判定勝ちを収め初防衛に成功した。当初は元世界2階級制覇王者セルヒオ・マルチネスと初防衛戦を行う予定だったが、2ヵ月前にチーム内で対立していたマルチネスが引退を表明した為ヴァクシナジに変更した。
2024年4月6日、ベルリン郊外ファルケンセのシュタンツァーレでイスマエル・セックとIBFインターナショナルミドル級王座決定戦を行い、10回3-0（100-90×3）の判定勝ちを収め王座を獲得した。
2024年9月14日、ベルリンのアルゴ・スポーツ・アリーナでアレクサンダー・パブロフとIBF世界ミドル級挑戦者決定戦を行い、パブロフが肩を痛め棄権した為3回2分30秒TKO勝ちを収め同門のビンセンツォ・グアルティエリを破っているジャニベク・アリムハヌリへの挑戦権を獲得した。

## 獲得タイトル
- イタリアミドル級王座
- IBO地中海ミドル級王座
- WBOインターコンチネンタルミドル級王座
- IBO世界ミドル級王座（防衛1=返上）
- IBFインターナショナルミドル級王座